# 球果高粱
球果高粱（学名：Sorghum bicolor var. subglobosum）为禾本科高粱属下的一个变种。

## 扩展阅读
- 維基物種上的相關：球果高粱